# Puchar Ukrainy w piłce nożnej mężczyzn
Puchar Ukrainy w piłce nożnej (ukr. Кубок України з футболу) – cykliczne rozgrywki piłkarskie o charakterze pucharu krajowego na Ukrainie. Zmagania organizowane co sezon przez Ukraiński Związek Piłki Nożnej (FFU) i przeznaczone są dla krajowych klubów piłkarskich (zarówno amatorskich, jak i profesjonalnych). Zdobywca tytułu otrzymuje prawo gry w kwalifikacjach Ligi Europy UEFA oraz Superpucharze Ukrainy.

## Historia
Pierwsza edycja rozgrywek o Puchar Ukraińskiej SRR w piłce nożnej startowała w sezonie 1936. Wtedy Ukraina znajdowała się jako republika radziecka w składzie ZSRR. Pierwszy turniej nie został dokończony według regulaminu. Rozegrano finał, a mecze o miejsca od 3 do 8 nie odbyły się. W latach 1936–1938 oraz 1944-1948 w rozgrywkach uczestniczyły wszystkie najlepsze zespoły ukraińskie. Od 1949 w rozgrywkach o Puchar Ukraińskiej SRR, nie uczestniczyły ukraińskie zespoły grające na najwyższym poziomie Mistrzostw ZSRR, czyli turniej już nie był ogólnoukraińskim.
W latach 1959–1989 również drużyny amatorskie dołączyły się do rozgrywek o Puchar Ukraińskiej SRR, których liczba sięgnęła nawet 35-40 tys. Eliminacje rozpoczynały się od etapów rejonowych, miejskich i obwodowych, a następnie 32 najlepszych drużyn walczyło o trofeum systemem pucharowym. Do 1959 roku, oprócz zespołów kołchozów, przedsiębiorstw, instytucji, uczelni i jednostek wojskowych, w rozgrywkach o Puchar mogli brać udział również kluby grające w I, II lub III lidze radzieckiej, ale nie zakwalifikowane do Pucharu ZSRR. W latach 1972–1976 odbyły się jednocześnie dwa Puchary Ukrainy dla zespołów amatorskich i drużyn pierwszej i drugiej ligi ZSRR (z wyjątkiem ukraińskich klubów z Wyższej Ligi). „Zawodowcy” otrzymywali nagrodę, którą założyła redakcja gazety „Radziecka Ukraina” (następnie zostały nagradzani i „amatorzy”). Dwa ostatnie sezony 1990 i 1991 Puchar Ukraińskiej SRR rozgrywany był przez kluby ukraińskiej strefy drugiej ligi mistrzostw ZSRR. Temp Szepetówka stał się jego ostatnim zwycięzcą.
Po upadku ZSRR w 1991 roku Ukraina uzyskała niepodległość. Rok po uzyskaniu niepodległości w 1992 wystartowały pierwsze oficjalne rozgrywki o Puchar Ukrainy. Wtedy również organizowano pierwsze Mistrzostwa Ukrainy w piłce nożnej mężczyzn.
Pierwszy finał Pucharu Ukrainy rozegrano wiosną 1992 roku. W tym meczu Czornomoreć Odessa pokonał Metalist Charków 1:0. Regularne rozgrywki systemem jesień - wiosna zaczęto rozgrywać od sezonu 1992/1993. Sezon 2021/22 został niedokończony ze względu na wczesne ukończenie rozgrywek w związku z agresją militarną Rosji na Ukrainę.

## Format
Format rozgrywek był wiele razy zmieniany. Obecnie do rozgrywek są dopuszczane wszystkie kluby profesjonalne, występujące w Mistrzostwach Ukrainy. Od 2011 roku również obaj finaliści Amatorskiego Pucharu Ukrainy kwalifikują się do Pucharu Ukrainy. Wszystkie rywalizacje od rundy pierwszej do finału składają się z jednego meczu. Drużyny z niższych lig zazwyczaj otrzymują przewagę gry na własnym boisku (lub pierwszy mecz u siebie w przypadku rundy dwumeczowej). Zwycięzca kwalifikuje się do dalszych gier, a pokonany odpada z rywalizacji. W wypadku kiedy w regulaminowym czasie gry padł remis zarządza się dogrywkę, a jeśli i ona nie przyniosła rozstrzygnięcia, to dyktowane są rzuty karne. Rozgrywki składają się z dwóch etapów: etapu kwalifikacyjnego z dwiema rundami, po którym następuje turniej główny: 1/16 finału, 1/8 finału, ćwierćfinałów, półfinałów i finału.

## Zwycięzcy i finaliści

### Puchar Ukraińskiej SRR (1936-1991)
Nieoficjalne
| 1936–1991 | Puchar Ukraińskiej SRR |

| Sezon                                                                         | K           | K                                                       | T | Zwycięzca              | Wynik         | Finalista                | Data, miejsce                                            | Br. | Król strzelców | Uwagi                                            |
| Wiosenne Pierwszeństwo Ukraińskiej SRR (ukr. Весняна першість УСРР з футболу) |             |                                                         |   |                        |               |                          |                                                          |     |                |                                                  |
| 1936                                                                          |             |                                                         | 1 | Dynamo Kijów           | 6:0           | Dynamo Odessa            | 24.06.1936, Stadion Dynamo im. Balyćkoho, Kijów          | ?   | ?              | 8 klubów                                         |
| Puchar Ukraińskiej SRR (ukr. Кубок УРСР з футболу)                            |             |                                                         |   |                        |               |                          |                                                          |     |                |                                                  |
| 1937                                                                          |             |                                                         | 2 | Dynamo Kijów           | 4:2 pd.       | Dynamo Odessa            | 18.05.1937, Stadion Dynamo im. Balyćkoho, Kijów          | ?   | ?              | 39 klubów                                        |
| 1938                                                                          |             |                                                         | 3 | Dynamo Kijów           | 3:1           | Łokomotyw Kijów          | 15.10.1938, Stadion Dynamo im. Jeżowa, Kijów             | ?   | ?              | 100 klubów                                       |
| z wyjątkiem klubów Klasy A                                                    |             |                                                         |   |                        |               |                          |                                                          |     |                |                                                  |
| 1939                                                                          |             |                                                         | 1 | Awanhard Kramatorsk    | 2:0           | Harczowyk Odessa         | 30.07.1939, Stadion Awanhard, Kramatorsk                 | ?   | ?              | 33 kluby                                         |
| 1940                                                                          |             |                                                         | 1 | Dynamo Dniepropetrowsk | 2:2           | Łokomotyw Odessa         | 1.09.1940, Stadion Dynamo, Dniepropietrowsk              | ?   | ?              | 40 klubów                                        |
| 1940                                                                          | 6:2 (powt.) | 2.09.1940, Stadion Dynamo, Dniepropetrowsk              | 1 | Dynamo Dniepropetrowsk |               | Łokomotyw Odessa         |                                                          | ?   | ?              | 40 klubów                                        |
| 1941-1943                                                                     |             |                                                         |   |                        |               |                          |                                                          |     |                | nie rozgrywano                                   |
| z udziałem klubów Klasy A                                                     |             |                                                         |   |                        |               |                          |                                                          |     |                |                                                  |
| 1944                                                                          |             |                                                         | 4 | Dynamo Kijów           | 2:0           | Łokomotyw Charków        | 17.10.1944, Stadion Republikański im. Chruszczowa, Kijów | ?   | ?              | 34 kluby                                         |
| 1945                                                                          |             |                                                         | 1 | Łokomotyw Charków      | 1:0           | Dynamo Kijów             | 08.11.1945, Stadion Dynamo, Kijów                        | ?   | ?              | 38 klubów                                        |
| 1946                                                                          |             |                                                         | 5 | Dynamo Kijów           | 2:0           | Łokomotyw Charków        | 12.11.1946, Stadion Dynamo, Kijów                        | ?   | ?              | 51 klub                                          |
| 1947                                                                          |             |                                                         | 6 | Dynamo Kijów           | 5:1           | Harczowyk Odessa         | 09.11.1947, Stadion Dynamo, Kijów                        | ?   | ?              | 52 kluby                                         |
| 1948                                                                          |             |                                                         | 7 | Dynamo Kijów           | 4:1           | Bilszowyk Mukaczewo      | 26.10.1948, Stadion Dynamo, Kijów                        | ?   | ?              | 26 klubów                                        |
| z wyjątkiem klubów wyższej ligi                                               |             |                                                         |   |                        |               |                          |                                                          |     |                |                                                  |
| 1949                                                                          |             |                                                         | 1 | WPS Charków            | 5:1           | Wodnyk Odessa            | 20.09.1949, Stadion ?, Charków                           | ?   | ?              | 26 klubów                                        |
| 1950                                                                          |             |                                                         | 1 | Spartak Użhorod        | 4:2           | Metałurh Zaporoże        | 10.09.1950, Stadion Republikański, Kijów                 | ?   | ?              | 32 kluby                                         |
| 1951                                                                          |             |                                                         | 1 | Metałurh Zaporoże      | 4:0           | OBO Lwów                 | 26.07.1951, Stadion Republikański, Kijów                 | ?   | ?              | 32 kluby                                         |
| 1952                                                                          |             |                                                         | 2 | Metałurh Zaporoże      | 6:3           | OBO Lwów                 | 03.08.1952, Stadion Metałurh, Zaporoże                   | ?   | ?              | 32 kluby                                         |
| 1953                                                                          |             |                                                         | 1 | Torpedo Kirowohrad     | 3:1           | Łokomotyw Połtawa        | 02.08.1953, Stadion Zirka, Kirowohrad                    | ?   | ?              | 32 kluby                                         |
| 1954                                                                          |             |                                                         | 1 | Zenit Kijów            | 1:1 (protest) | OBO Odessa               | 2.08.1954, Stadion Republikański, Kijów                  | ?   | ?              | 32 kluby                                         |
| 1954                                                                          | 3:1         | 3.08.1954, Stadion Republikański, Kijów                 | 1 | Zenit Kijów            |               | OBO Odessa               |                                                          | ?   | ?              | 32 kluby                                         |
| 1955                                                                          |             |                                                         | 2 | Maszynobudiwnyk Kijów  | 2:1           | Łokomotyw Artiomowsk     | 19.06.1955, Stadion Republikański, Kijów                 | ?   | ?              | 32 kluby                                         |
| 1956                                                                          |             |                                                         | 1 | Kołhospnyk Połtawa     | 4:0           | Maszynobudiwnyk Zaporoże | 08.11.1956, Stadion Republikański, Kijów                 | ?   | ?              | 32 kluby                                         |
| 1957                                                                          |             |                                                         | 1 | SKWO Odessa            | 2:0           | Kołhospnyk Równe         | 31.08.1957, Stadion Republikański, Kijów                 | ?   | ?              | 28 klubów                                        |
| 1958                                                                          |             |                                                         | 1 | Torpedo Charków        | 2:1 pd.       | Awanhard Tarnopol        | 02.09.1958, Stadion Awanhard, Tarnopol                   | ?   | ?              | 28 klubów                                        |
| 1959-1971                                                                     |             |                                                         |   |                        |               |                          |                                                          |     |                | rozgrywano Puchar Ukraińskiej SRR wśród amatorów |
| 1972                                                                          |             |                                                         | 1 | Awtomobilist Żytomierz | 1:0 pd.       | Szachtar Donieck         | 19.11.1972, Stadion Centralny, Kijów                     | ?   | ?              | 27 klubów                                        |
| 1973                                                                          |             |                                                         | 2 | Zirka Kirowohrad       | 1:0           | Spartak Iwano-Frankiwsk  | 18.11.1973, Stadion Centralny, Kijów                     | ?   | ?              | 27 klubów                                        |
| 1974                                                                          |             |                                                         | 1 | Tawrija Symferopol     | 2:0           | Awtomobilist Żytomierz   | 12.11.1974, Stadion im.Leninskiego Komsomołu, Żytomierz  | ?   | ?              | 21 klub                                          |
| 1974                                                                          | 2:1         | 16.11.1974, Stadion Łokomotyw, Symferopol               | 1 | Tawrija Symferopol     |               | Awtomobilist Żytomierz   |                                                          | ?   | ?              | 21 klub                                          |
| 1975                                                                          |             |                                                         | 3 | Zirka Kirowohrad       | 2:0           | Tawrija Symferopol       | 4.11.1975, Stadion Zirka, Kirowohrad                     | ?   | ?              | 20 klubów                                        |
| 1975                                                                          | 1:2         | 9.11.1975, Stadion Łokomotyw, Symferopol                | 3 | Zirka Kirowohrad       |               | Tawrija Symferopol       |                                                          | ?   | ?              | 20 klubów                                        |
| 1976                                                                          |             |                                                         | 1 | SKA Kijów              | 2:0           | Szachtar Gorłówka        | 06.11.1976, Stadion Szachtar, Gorłówka                   | ?   | ?              | 21 klub                                          |
| 1977-1989                                                                     |             |                                                         |   |                        |               |                          |                                                          |     |                | rozgrywano Puchar Ukraińskiej SRR wśród amatorów |
| 1990                                                                          |             |                                                         | 2 | Polissia Żytomierz     | 4:0           | Naftowyk Ochtyrka        | 18.10.1990, Stadion Naftowyk, Ochtyrka                   | ?   | ?              | 19 klubów                                        |
| 1990                                                                          | 1:3         | 28.10.1990, Stadion im.Leninskiego Komsomołu, Żytomierz | 2 | Polissia Żytomierz     |               | Naftowyk Ochtyrka        |                                                          | ?   | ?              | 19 klubów                                        |
| 1991                                                                          |             |                                                         | 1 | Temp Szepetówka        | 1:1           | Weres Równe              | 24.11.1991, Stadion Awanhard, Równe                      | ?   | ?              | 26 klubów                                        |
| 1991                                                                          | 2:1         | 28.11.1991, Stadion Podilla, Chmielnicki                | 1 | Temp Szepetówka        |               | Weres Równe              |                                                          | ?   | ?              | 26 klubów                                        |

### Puchar Ukrainy
Oficjalne
| Sezon                                         | K | K | T  | Zwycięzca          | Wynik            | Finalista              | Data, miejsce                             | Br. | Król strzelców | Uwagi      |
| Puchar Ukrainy (ukr. Кубок України з футболу) |   |   |    |                    |                  |                        |                                           |     | |            |
| 1992                                          |   |   | 1  | Czornomoreć Odessa | 1:0 pd.          | Metalist Charków       | 31.05.1992, Stadion Republikański, Kijów  | 6   | Ołeksandr Zajeć (Torpedo Zaporoże)                                                                                    | 45 klubów  |
| 1992/93                                       |   |   | 1  | Dynamo Kijów       | 2:1              | Karpaty Lwów           | 30.05.1993, Stadion Olimpijski, Kijów     | 8   | Witalij Parachnewycz (SK Odessa)                                                                                      | 80 klubów  |
| 1993/94                                       |   |   | 2  | Czornomoreć Odessa | 0:0 pd. (k. 5:3) | Tawrija Symferopol     | 29.05.1994, Stadion Olimpijski, Kijów     | 5   | Ołeksij Antiuchin (Tawrija Symferopol) Eduard Wałenko (FK Lwów/Karpaty Lwów)                                          | 80 klubów  |
| 1994/95                                       |   |   | 1  | Szachtar Donieck   | 1:1 pd. (k. 7:6) | Dnipro Dniepropetrowsk | 28.05.1995, Stadion Olimpijski, Kijów     | 6   | Andrij Szewczenko (Dynamo Kijów)                                                                                      | 107 klubów |
| 1995/96                                       |   |   | 2  | Dynamo Kijów       | 2:0              | Nywa Winnica           | 26.05.1996, Stadion Olimpijski, Kijów     | 4   | Ołeksandr Palanycia (Dnipro Dniepropetrowsk) Ołeksandr Perenczuk (Nywa Mironówka) Ołeksandr Ihnatjew (Nywa Mironówka) | 110 klubów |
| 1996/97                                       |   |   | 2  | Szachtar Donieck   | 1:0              | Dnipro Dniepropetrowsk | 25.05.1997, Stadion Olimpijski, Kijów     | 5   | Jakiw Kripak (Metałurh Zaporoże)                                                                                      | 73 kluby   |
| 1997/98                                       |   |   | 3  | Dynamo Kijów       | 2:1              | CSKA Kijów             | 31.05.1998, Stadion Olimpijski, Kijów     | 8   | Andrij Szewczenko (Dynamo Kijów)                                                                                      | 90 klubów  |
| 1998/99                                       |   |   | 4  | Dynamo Kijów       | 3:0              | Karpaty Lwów           | 30.05.1999, Stadion Olimpijski, Kijów     | 8   | Artem Łopatkin (Stal Ałczewsk) Wiaczesław Tereszczenko (SK Odessa)                                                    | 63 kluby   |
| 1999/00                                       |   |   | 5  | Dynamo Kijów       | 1:0              | Krywbas Krzywy Róg     | 27.05.2000, Stadion Olimpijski, Kijów     | 4   | Maksim Shatskix (Dynamo Kijów) Wałentyn Połtaweć (Metałurh Zaporoże)                                                  | 32 kluby   |
| 2000/01                                       |   |   | 3  | Szachtar Donieck   | 2:1 pd.          | CSKA Kijów             | 27.05.2001, Stadion Olimpijski, Kijów     | 6   | Andrij Worobiej (Szachtar Donieck)                                                                                    | 32 kluby   |
| 2001/02                                       |   |   | 4  | Szachtar Donieck   | 3:2 pd.          | Dynamo Kijów           | 26.05.2002, Stadion Olimpijski, Kijów     | 5   | Maksim Shatskix (Dynamo Kijów) Andrij Worobiej (Szachtar Donieck) Jewhen Arbuzow (Tytan Armiańsk)                     | 60 klubów  |
| 2002/03                                       |   |   | 6  | Dynamo Kijów       | 2:1              | Szachtar Donieck       | 25.05.2003, Stadion Olimpijski, Kijów     | 5   | Maksim Shatskix (Dynamo Kijów) Andrij Worobiej (Szachtar Donieck)                                                     | 64 kluby   |
| 2003/04                                       |   |   | 5  | Szachtar Donieck   | 2:0              | Dnipro Dniepropetrowsk | 30.05.2004, Stadion Olimpijski, Kijów     | 5   | Ołeksandr Kosyrin (Czornomoreć Odessa)                                                                                | 64 kluby   |
| 2004/05                                       |   |   | 7  | Dynamo Kijów       | 1:0              | Szachtar Donieck       | 29.05.2005, Stadion Olimpijski, Kijów     | 6   | Diogo Rincón (Dynamo Kijów)                                                                                           | 64 kluby   |
| 2005/06                                       |   |   | 8  | Dynamo Kijów       | 1:0              | Metałurh Zaporoże      | 02.05.2006, Stadion Olimpijski, Kijów     | 5   | Kléber (Dynamo Kijów)                                                                                                 | 69 klubów  |
| 2006/07                                       |   |   | 9  | Dynamo Kijów       | 2:1              | Szachtar Donieck       | 27.05.2007, Stadion Olimpijski, Kijów     | 6   | Rusłan Łewyha (Illicziweć Mariupol)                                                                                   | 59 klubów  |
| 2007/08                                       |   |   | 6  | Szachtar Donieck   | 2:0              | Dynamo Kijów           | 07.05.2008, Stadion Metalist, Charków     | 5   | Uładzimir Karyćka (Czornomoreć Odessa)                                                                                | 55 klubów  |
| 2008/09                                       |   |   | 1  | Worskła Połtawa    | 1:0              | Szachtar Donieck       | 31.05.2009, Dnipro Arena, Dniepropetrowsk | 5   | Andrij Jarmołenko (Dynamo Kijów)                                                                                      | 63 klubów  |
| 2009/10                                       |   |   | 1  | Tawrija Symferopol | 3:2 pd.          | Metałurh Donieck       | 16.05.2010, Stadion Metalist, Charków     | 5   | Ołeksandr Kowpak (Tawrija Symferopol)                                                                                 | 56 klubów  |
| 2010/11                                       |   |   | 7  | Szachtar Donieck   | 2:0              | Dynamo Kijów           | 25.05.2011, Stadion Juwiłejny, Sumy       | 5   | Andrij Olijnyk (Karpaty Jaremcze)                                                                                     | 53 kluby   |
| 2011/12                                       |   |   | 8  | Szachtar Donieck   | 2:1 pd.          | Metałurh Donieck       | 06.05.2012, Stadion Olimpijski, Kijów     | 5   | Maicon (Wołyń Łuck)                                                                                                   | 56 klubów  |
| 2012/13                                       |   |   | 9  | Szachtar Donieck   | 3:0              | Czornomoreć Odessa     | 22.05.2013, Stadion Metalist, Charków     | 4   | Luiz Adriano (Szachtar Donieck) Alex Teixeira (Szachtar Donieck)                                                      | 57 klubów  |
| 2013/14                                       |   |   | 10 | Dynamo Kijów       | 2:1              | Szachtar Donieck       | 15.05.2014, Stadion Worskła, Połtawa      | 4   | Andrij Jarmołenko (Dynamo Kijów) Eduardo da Silva (Szachtar Donieck)                                                  | 51 klub    |
| 2014/15                                       |   |   | 11 | Dynamo Kijów       | 0:0 pd. (k. 5:4) | Szachtar Donieck       | 04.06.2015, Stadion Olimpijski, Kijów     | 5   | Anton Kotlar (Stal Dnieprodzierżyńsk)                                                                                 | 39 klubów  |
| 2015/16                                       |   |   | 10 | Szachtar Donieck   | 2:0              | Zoria Ługańsk          | 21.05.2016, Arena Lwów, Lwów              | 4   | Andrij Jarmołenko (Dynamo Kijów) Ołeksandr Karawajew (Zoria Ługańsk)                                                  | 45 klubów  |
| 2016/17                                       |   |   | 11 | Szachtar Donieck   | 1:0              | Dynamo Kijów           | 17.05.2017, Stadion Metalist, Charków     | 3   | Andrij Jarmołenko (Dynamo Kijów)                                                                                      | 45 klubów  |
| 2017/18                                       |   |   | 12 | Szachtar Donieck   | 2:0              | Dynamo Kijów           | 09.05.2018, Dnipro Arena, Dniepr          | 5   | Serhij Kysłenko (FK Lwów)                                                                                             | 53 kluby   |
| 2018/19                                       |   |   | 13 | Szachtar Donieck   | 4:0              | Inhułeć Petrowe        | 15.05.2019, Sławutycz Arena, Zaporoże     | 4   | Robert Hehedosz (FK Mynaj)                                                                                            | 50 klubów  |
| 2019/20                                       |   |   | 12 | Dynamo Kijów       | 1:1 pd. (k. 8:7) | Worskła Połtawa        | 08.07.2020, Stadion Metalist, Charków     | 4   | Władysław Szaraj (Alians Łypowa Dołyna)                                                                               | 47 klubów  |
| 2020/21                                       |   |   | 13 | Dynamo Kijów       | 1:0 pd.          | Zoria Ługańsk          | 13.05.2021, Stadion Miejski, Tarnopol     | 4   | Mykoła Buj (Epicentr Dunajowce), Artem Dowbyk (SK Dnipro-1)                                                           | 45 klubów  |
| 2021/22                                       |   |   |    |                    |                  |                        | 11.05.2022 planowano                      | 3   | Danyło Kondrakow (MFK Mikołajów) Serhij Krawczenko (MFK Mikołajów), Stanisław Kulisz (WPK-Ahro Szewczenkiwka)         | 65 klubów  |
| 2023/24                                       |   |   | 14 | Szachtar Donieck   | 2:1              | Worskła Połtawa        | 15.05.2024, Stadion Awanhard, Równe       | 4   | Dmytro Kułyk (FK Kudriwka), Andrij Sztohrin (Czornomoreć Odessa)                                                      | 51 klubów  |
| 2024/25                                       |   |   | 15 | Szachtar Donieck   | 2:1              | Dynamo Kijów           | 14.05.2025, Stadion Centralny, Żytomierz  | 4   | Bohdan Oryńczak (Probij Horodenka)                                                                                    | 49 klubów  |

Uwagi:

- wytłuszczono nazwy zespołów, które w tym samym roku wywalczyły mistrzostwo i Puchar kraju,
- kursywą oznaczone zespoły, które w meczu finałowym nie występowały w najwyższej klasie rozgrywkowej,
- skreślono rozgrywki nieoficjalne.

## Statystyka

### Klasyfikacja według klubów
W dotychczasowej historii oficjalnych rozgrywek o Puchar Ukrainy na podium oficjalnie stawało w sumie 5 drużyn. Liderem klasyfikacji jest Szachtar Donieck, który ma 15 trofeów.
Stan na 15.05.2025. 
| Lp. | Klub                   | Zdobywca | Finalista        | Zwycięskie sezony                                                            | Przegrane finały                   |    |   |                                                                                          |                                    |
| --- | ---------------------- | -------- | ---------------- | ---------------------------------------------------------------------------- | ---------------------------------- | -- | - | ---------------------------------------------------------------------------------------- | ---------------------------------- |
| Lp. | Klub                   | 1.       | Szachtar Donieck | Zwycięskie sezony                                                            | Przegrane finały                   | 15 | 6 | 1995, 1997, 2001, 2002, 2004, 2008, 2011, 2012, 2013, 2016, 2017, 2018, 2019, 2024, 2025 | 2003, 2005, 2007, 2009, 2014, 2015 |
| 2.  | Dynamo Kijów           | 13       | 6                | 1993, 1996, 1998, 1999, 2000, 2003, 2005, 2006, 2007, 2014, 2015, 2020, 2021 | 2002, 2008, 2011, 2017, 2018, 2025 |    |   |                                                                                          |                                    |
| 3.  | Czornomoreć Odessa     | 2        | 1                | 1992, 1994                                                                   | 2013                               |    |   |                                                                                          |                                    |
| 4.  | Worskła Połtawa        | 1        | 2                | 2009                                                                         | 2020, 2024                         |    |   |                                                                                          |                                    |
| 5.  | Tawrija Symferopol     | 1        | 1                | 2010                                                                         | 1994                               |    |   |                                                                                          |                                    |
| 6.  | Dnipro Dniepropetrowsk | 0        | 3                | —                                                                            | 1995, 1997, 2004                   |    |   |                                                                                          |                                    |
| 7.  | CSKA Kijów             | 0        | 2                | —                                                                            | 1998, 2001                         |    |   |                                                                                          |                                    |
| 7.  | Karpaty Lwów           | 0        | 2                | —                                                                            | 1993, 1999                         |    |   |                                                                                          |                                    |
| 7.  | Metałurh Donieck       | 0        | 2                | —                                                                            | 2010, 2012                         |    |   |                                                                                          |                                    |
| 7.  | Zoria Ługańsk          | 0        | 2                | —                                                                            | 2016, 2021                         |    |   |                                                                                          |                                    |
| 11. | Inhułeć Petrowe        | 0        | 1                | —                                                                            | 2019                               |    |   |                                                                                          |                                    |
| 11. | Krywbas Krzywy Róg     | 0        | 1                | —                                                                            | 2000                               |    |   |                                                                                          |                                    |
| 11. | Metalist Charków       | 0        | 1                | —                                                                            | 1992                               |    |   |                                                                                          |                                    |
| 11. | Metałurh Zaporoże      | 0        | 1                | —                                                                            | 2006                               |    |   |                                                                                          |                                    |
| 11. | Nywa Winnica           | 0        | 1                | —                                                                            | 1996                               |    |   |                                                                                          |                                    |

### Zdobywcy Pucharu Ukraińskiej SRR
- 7 razy:

Dynamo Kijów (1936, 1937, 1938, 1944, 1946, 1947, 1948)
- 3 razy:

Zirka Kirowohrad (1953, 1973, 1975)
- 2 razy:

Maszynobudiwnyk Kijów (1954, 1955)
Metałurh Zaporoże (1951, 1952)
Polissia Żytomierz (1972, 1990)
- 1 raz:

Awanhard Kramatorsk (1939)
Dynamo Dniepropetrowsk (1940)
Kołhospnyk Połtawa (1956)
Łokomotyw Charków (1945)
SKA Kijów (1976)
SKWO Odessa (1957)
Spartak Użhorod (1950)
Tawrija Symferopol (1974)
Temp Szepetówka (1991)
Torpedo Charków (1958)
WPS Charków (1949)

### Klasyfikacja według miast
Stan na 15.05.2025; uwzględniono jedynie zdobywców pucharu od 1992 roku.
| Miasto     | Liczba tytułów | Kluby                  |
| ---------- | -------------- | ---------------------- |
| Donieck    | 15             | Szachtar Donieck (15)  |
| Kijów      | 13             | Dynamo Kijów (13)      |
| Odessa     | 2              | Czornomoreć Odessa (2) |
| Połtawa    | 1              | Worskła Połtawa (1)    |
| Symferopol | 1              | Tawrija Symferopol (1) |

### Najlepsi strzelcy
Stan na 21.09.2011
| Poz. | Imię i nazwisko piłkarza | Liczba goli | Liczba meczów | Kluby w których grał (bramki dla klubu)                                                                                         |
| ---- | ------------------------ | ----------- | ------------- | --- |
| 1    | Andrij Worobiej          | 24          | 53            | Szachtar-2 Donieck-2, Szachtar Donieck-22                                                                                       |
| 2    | Maksim Shatskix          | 23          | 41            | Dynamo Kijów-22, Arsenał Kijów-1                                                                                                |
| 3    | Ołeksandr Palanycia      | 22          | 48            | Dnipro Dniepropetrowsk-7, Weres Równe-4, Karpaty Lwów-5, Metalist Charków-3, Krywbas Krzywy Róg-3                               |
| 4    | Andrij Szewczenko        | 21          | 30            | Dynamo-2 Kijów-5, Dynamo Kijów-16                                                                                               |
| 5    | Serhij Rebrow            | 20          | 51            | Szachtar Donieck-1, Dynamo Kijów-19                                                                                             |
| 6    | Andrij Pokładok          | 19          | 46            | Skała Stryj-?, Karpaty Lwów-?, Metałurh Donieck-?, Polihraftechnika/PFK Oleksandria-?, Rawa Rawa Ruska-?, Hałyczyna Lwów-?      |
| 7    | Ołeh Matwiejew           | 17          | 35            | Dynamo Kijów-?, Szachtar Donieck-?, Kremiń Krzemieńczuk-?, Metałurh Zaporoże-?, Metałurh Donieck-5                              |
| 8    | Ołeksij Antiuchin        | 16          | 34            | Metałurh Zaporoże-?, Tawrija Symferopol-?, Dynamo Kijów-?, Worskła Połtawa-?                                                    |
| 9-10 | Bohdan Jesyp             | 15          | 37            | Dynamo-3 Kijów-?, Dynamo-2 Kijów-?, Zirka Kirowohrad-?, Karpaty Lwów-?, Zakarpattia Użhorod-?, Naftowyk-Ukrnafta Ochtyrka-?     |
| 9-10 | Wałentyn Połtaweć        | 15          | 46            | Kosmos Pawłohrad-?, Metałurh Zaporoże-?, Wiktor Zaporoże-?, Dnipro Dniepropetrowsk-?, Czornomoreć Odessa-?, Dnister Owidiopol-? |

### Najwięcej występów w Pucharze Ukrainy
| Poz.  | Imię i nazwisko piłkarza | Liczba meczów | Kluby w których grał (mecze dla klubu)                                                                                |
| ----- | ------------------------ | ------------- | --- |
| 1     | Rusłan Kostyszyn         | 61            | Adwis Chmielnicki-?, Podilla Chmielnicki-?, CSKA Kijów-?, Dnipro Dniepropetrowsk-?, Krywbas Krzywy Róg-?              |
| 2     | Ołeksandr Czyżewski      | 58            | Karpaty Lwów-?, Szachtar Donieck-?, Metałurh Zaporoże-?, Tawrija Symferopol-?, Wołyń Łuck-?, Zakarpattia Użhorod-?    |
| 3-5   | Ołeksandr Hołowko        | 56            | Tawrija Symferopol-?, Dynamo Kijów-?                                                                                  |
| 3-5   | Hennadij Zubow           | 56            | Stal Ałczewsk-?, Szachtar Donieck-?, Illicziweć Mariupol-?, Metałurh Donieck-?, Zoria Ługańsk-?, Komunalnyk Ługańsk-? |
| 3-5   | Witalij Rewa             | 56            | Polihraftechnika Oleksandria-?, CSKA Kijów/Arsenał Kijów-?, Dynamo Kijów-?, Tawrija Symferopol-?                      |
| 6     | Ołeksandr Szowkowski     | 55            | Dynamo Kijów |
| 7     | Dmytro Szutkow           | 54            | Szachtar Donieck-? |
| 8-9   | Wołodymyr Jezerski       | 53            | Haraj Żółkiew-?, Karpaty Lwów-?, Dynamo Kijów-?, Krywbas Krzywy Róg-?, Dnipro Dniepropetrowsk-?, Szachtar Donieck-?   |
| 8-9   | Andrij Worobiej          | 53            | Szachtar-2 Donieck-?, Szachtar Donieck-?, Dnipro Dniepropetrowsk-?, Arsenał Kijów-?, Metalist Charków-?               |
| 10-11 | Serhij Rebrow            | 51            | Szachtar Donieck-?, Dynamo Kijów-?                                                                                    |
| 10-11 | Wałentyn Połtaweć        | 51            | Prykarpattia Iwano-Frankiwsk-?, Szachtar Donieck-?, Krywbas Krzywy Róg-?                                              |

* Czcionką pogrubioną zaznaczone piłkarze, którzy nadal grają w ukraińskich profesjonalnych klubach